# Colin Fraser Steyn
Pour les articles homonymes, voir Steyn.
Colin Fraser Steyn (né le 27 novembre 1887 à Bloemfontein et mort le 23 avril 1959) est un avocat et un homme politique d'Afrique du Sud. Membre du parti national (1915-1928), du parti du centre (1933-1937)  puis du Parti uni (1935-1955), il est député (1915-1928 et 1938-1954) puis sénateur (1954-1955) ainsi que ministre de la justice (1939-1945) et du travail (1945-1948) dans le gouvernement de Jan Smuts.

## Origines et jeunesse
Né à Bloemfontein dans l'État libre d'Orange, il est le fils unique de Marthinus Theunis Steyn, président de l'État libre d'Orange de 1896 à 1902. 
Il a 12 ans quand débute la seconde guerre des Boers. Il accompagne son père sur le front des hostilités au Natal où il est un témoin privilégié de la bataille de Spion Kop. Plus tard, il doit fuir devant les forces britanniques et rejoint sa mère à Bloemfontein puis accompagne ses parents lors de leur exil en Europe. Il continue ses études en Suisse jusqu'en 1905 puis rentre en Afrique du Sud où il retrouve la ferme familiale de Onze Rust. Il poursuit ensuite ses études au collège universitaire de Grey (1907) et revient en Europe où il obtient un doctorat en droit de l'université de Leyde (Pays-Bas). Il deviendra King's Counsel en 1924. 

## L'entrée en politique
De retour en Afrique du Sud en 1912, il s'inscrit au barreau de Pretoria et à celui de Bloemfontein. Lors de la rébellion Maritz en 1914, il intercède au nom de son père auprès de Christiaan de Wet, Louis Botha et Jan Smuts.

## Carrière politique
En janvier 1915, il entame sa carrière politique en adhérant au parti national (NP) de James Barry Hertzog et est élu député à Vredefort. Lors des élections générales de 1920, il se présente dans plusieurs circonscriptions. S'il est réélu à Vredefort avec une majorité de 566 voix, il est battu de 101 voix à Bloemfontein-Sud par Deneys Reitz (partie sud-africain - SAP). Le 3 août 1920, ils sont tous deux de nouveau candidat dans la même circonscription lors d'une élection partielle. Reitz l'emporte avec 141 voix d'avance. Trois semaines plus tard, le 26 août 1920, à Vredefort, Steyn remporte le siège contre S.P.W. Botha (SAP) avec une majorité de 520 voix. Lors des nouvelles élections générales de 1921, Steyn et Reitz s'opposent de nouveau tous les deux pour le siège de Bloemfontein-Sud. Steyn remporte alors 1189 voix contre 1142 à Reitz (soit 47 voix de majorité). Il remporte encore 70 % des suffrages dans la circonscription de Vredefort. Ne pouvant représenter au parlement deux circonscriptions à la fois, il abandonne celle de Vredefort qui fait l'objet d'une nouvelle élection partielle remportée alors par J.H. Munnik (NP) le 9 mars 1921. 
Lors élections générales de 1924, Steyn est réélu à Bloemfontein Sud avec 562 voix de majorité. Il est alors proche de Tielman Roos, le chef du parti national au Transvaal. 
Après avoir démissionné de son mandat en 1928, il quitte brièvement la vie politique avant de tenter de regagner le siège de Bloemfontein-Sud, cette fois sous les couleurs du parti du centre de Tielman. Il est alors sèchement battu par Jan Jakobus Haywood, le candidat de la coalition du parti national. 
À la suite du redécoupage électoral, le périmètre de la circonscription de Bloemfontein Sud est redessinée. Lors des élections générales de 1938, Colin Fraser Steyn, dorénavant membre du parti uni (UP) de Hertzog et Smuts, est élu député pour la circonscription de  Bloemfontein sud (principalement la ville elle-même) avec 63 % des voix contre P.J.C. du Plessis, le candidat du parti national. 
Lors de la déclaration de guerre entre l'Angleterre et l'Allemagne, Steyn prend parti pour Smuts et l'entrée en guerre au côté des Britanniques. Le vote au parlement aboutit à la démission d'Hertzog et à la nomination de Smuts à la fonction de chef du gouvernement. Steyn est alors appelé au gouvernement formé par Jan Smuts comme Ministre de la Justice. Parallèlement, il devient le chef du parti uni pour l'état libre d'Orange. En 1943, il est réélu avec 65,7 % des voix contre G.J.D. Liebenberg. Il est seul candidat du parti uni à alors remporter un siège dans la province de l'état libre d'Orange, tous les autres ayant été remportés par le parti national. 
En 1945, il change de portefeuille ministériel et devient ministre du travail. Il est réélu de justesse en 1948 par 262 voix d'avance. Il est encore le seul candidat UP à être élu dans l'état libre d'Orange. Il doit cependant quitter le gouvernement à la suite de la défaite de Smuts et du parti uni. 
En 1953, il bat encore une fois le candidat du parti national mais l'année suivante quitte la chambre des députés pour le Sénat. 
Retiré du parlement en 1955 à la suite de problèmes de santé, il démissionne également de sa fonction de chef du parti uni de l'état libre d'Orange. 
Il meurt le 23 avril 1959 à Bloemfontein dans l'état libre d'Orange.

## Vie privée
Marié en 1919 avec Rae Browne, il est père de deux enfants (2 fils) dont Martinus Steyn. 

## Sources
- D.J. Potgieter, D.J. (red.) Standard Encyclopaedia of Southern Africa. Cape Town: Nasionale Opvoedkundige Uitgewery (Nasou), 1972.
- B.M. Schoeman, Parlementêre verkiesings in Suid-Afrika 1910-1976, . Pretoria: Aktuele Publikasies.